# 瀨田貞二
瀨田貞二（日语：／，1916年4月26日—1979年8月21日）是日本翻譯家、兒童文學作家，1941年畢業於東京大學。曾將多部歐美兒童文學作品譯為日語，最著名的譯作有《納尼亞傳奇》、《哈比人》和《魔戒》。1979年8月21日病逝，享壽63歲。

## 獲獎
- 1975年，因翻譯《魔戒》而獲得日本翻譯文化獎（日语：日本翻訳文化賞）[3]:97[4]。

## 延伸閱讀
- 『子どもと子どもの本に捧げた生涯―講演録 瀬田貞二先生について』 齋藤惇夫（日语：斎藤惇夫）著, キッズメイト 2002年 ISBN 4-9078-2202-2
- 『子どもの本のよあけ 瀬田貞二伝』 荒木田隆子著, 福音館書店 2017年 ISBN 978-4-8340-8315-6